# Хіральність (математика)
В геометрії фігуру називають хіральною (і кажуть, що вона має хіральність), якщо вона не збігається зі своїм дзеркальним відображенням, точніше, не може бути поєднана з ним тільки обертаннями і паралельними перенесеннями. Хіральна фігура і її дзеркальний образ називають енантіоморфами. Слово хіральність походить від дав.-гр. χειρ (хеїр) — «рука». Це найвідоміший хіральний об'єкт. Слово енантіоморф походить від дав.-гр. εναντιος (енантіос) — «протилежний», і μορφη (морфе) — «форма». Нехіральний об'єкт називається ахіральним або амфіхіральним.
Гвинтова лінія (а також кручена пряжа, штопор, пропелер тощо) і стрічка Мебіуса — це тривимірні хіральні об'єкти. Фігурки тетраміно у формі літер J, L, S і Z з популярної гри «Тетріс» також мають хіральність, але тільки в двовимірному просторі.
Деяким хіральним об'єктам, таким як гвинт, можна приписати праву або ліву орієнтацію, відповідно до правила правої руки.

## Хіральність і групи симетрії
Фігура ахіральна тоді і тільки тоді, коли її група симетрій містить хоча б одну ізометрію, яка змінює орієнтацію. В евклідовій геометрії будь-яка ізометрія має вигляд {\displaystyle v\mapsto Av+b}, де {\displaystyle A} — ортогональна матриця, а {\displaystyle b} — вектор. Визначник матриці {\displaystyle A} дорівнює 1 або -1. Якщо він дорівнює -1, то ізометрія змінює орієнтацію, в іншому випадку вона зберігає орієнтацію.

## Хіральність у тривимірному просторі
У тривимірному просторі будь-яка фігура, що володіє площиною симетрії або центром симетрії ахіральна. Однак, існують ахіральні фігури, що не мають ні центра, ні площини симетрії, наприклад:
{\displaystyle F_{0}=\left\{(1,0,0),(0,1,0),(-1,0,0),(0,-1,0),(2,1,1),(-1,2,-1),(-2,-1,1),(1,-2,-1)\right\}}
Ця фігура інваріантна щодо перетворення {\displaystyle (x,y,z)\mapsto (-y,x,-z)}, яке змінює орієнтацію, і тому ахіральна, але не має ні площини, ні центру симетрії. Фігура
{\displaystyle F_{1}=\left\{(1,0,0),(-1,0,0),(0,2,0),(0,-2,0),(1,1,1),(-1,-1,-1)\right\}}
також ахіральна, оскільки початок координат є для неї центром симетрії, але вона не має площини симетрії.

## Хіральність у двох вимірах
У двовимірному просторі будь-яка фігура, що має вісь симетрії, є ахіральною. Можна показати, що будь-яка обмежена ахіральна фігура має вісь симетрії. Для нескінченних фігур це не обов'язково виконується. Розглянемо такий (скінченний) малюнок:
```
> > > > > > > > > >
 > > > > > > > > > >
```

Це хіральна фігура, оскільки вона не збігається зі своїм дзеркальним зображенням:
```
 > > > > > > > > > > 
> > > > > > > > > >
```

Але якщо продовжити її вправо і вліво до нескінченності, то вийде необмежена ахіральна фігура, яка не має осі симетрії. Її група симетрій — це група бордюру, породжена єдиним ковзним відображенням.

## Теорія вузлів
Вузол називається ахіральним, якщо його можна безперервно деформувати в його дзеркальний образ, в іншому випадку його називають хіральним. Наприклад, незавузлений вузол і «вісімка» ахіральні, в той час як трилистний вузол хіральний.